# Allemagne au Concours Eurovision de la chanson 1957
L'Allemagne a participé au Concours Eurovision de la chanson en 1957 à Francfort-sur-le-Main, en Allemagne de l'Ouest. La chanson Telefon, Telefon chantée par Margot Hielscher a été sélectionnée lors d'une finale nationale organisée par le radiodiffuseur allemand Deutsches Fernsehen.

## Processus de sélection
La finale nationale intitulée Zwei auf einem Pferd a eu lieu le 17 février 1957 dans la Großer Sendesaal des HR à Francfort et a été présentée par Hans-Joachim Kulenkampff.

### Résultats
| no | Interprète       | Chanson                       | Traduction                | Points | Place |
| -- | ---------------- | ----------------------------- | ------------------------- | ------ | ----- |
| 1  | Renée Franke     | Ich brauche dein Herz         | J'ai besoin de ton cœur   | 18     | 2e    |
| 2  | Illo Schieder    | Was machen die Mädchen in Rio | Que font les filles à Rio | 9      | 4e    |
| 3  | Paul Kuhn        | Das Klavier über mir          | Le Piano sur moi          | 17     | 3e    |
| 4  | Margot Hielscher | Telefon, Telefon              | Téléphone, téléphone      | 36     | 1re   |

## À l'Eurovision
L'Allemagne est le pays hôte du Concours Eurovision de la chanson 1957. Elle est le 7e pays lors de la soirée du concours, après les Pays-Bas et avant la France. À l'issue du vote, l'Allemagne a reçu 8 points, se classant 4e ex æquo avec le Luxembourg sur 10 pays.

### Points attribués à l'Allemagne
Chaque pays avait un jury de dix personnes. Chaque membre du jury pouvait donner un point à sa chanson préférée.
| 10 points | 9 points | 8 points | 7 points | 6 points            |
| --------- | -------- | -------- | -------- | ------------------- |
|           |          |          |          | - France            |
| 5 points  | 4 points | 3 points | 2 points | 1 point             |
|           |          |          |          | - Belgique - Italie |

### Points attribués par l'Allemagne
| 6 points | France            |
| 2 points | Belgique          |
| 1 point  | Danemark Pays-Bas |